# Làcritos
Làcritos (en llatí Lacritus, en grec antic Λάκριτος) fou un sofista nascut a Faselis.
Se'l coneix per un discurs de Demòstenes dirigit contra ell. El discurs tractava d'un home anomenat Androcles, que havia prestat una quantitat de diners a Artemó, el germà de Làcritos. Aquest darrer, a la mort del seu germà, es va negar a restituir els diners, tot i que va rebre els diners i les possessions del seu germà al ser-ne l'hereu. Androcles va interposar una demanda contra ell, i Demòstenes va compondre el discurs. Làcritos era un deixeble d'Isòcrates, cosa de la que se n'enorgullia. Plutarc parla també d'ell i diu que va ser l'autor d'algunes lleis ateneses, cosa que repeteix Foci, però no aclareix quines.